# Pucangan (Kauman)
Pucangan is een bestuurslaag in het regentschap Tulungagung van de provincie Oost-Java, Indonesië. Pucangan telt 3122 inwoners (volkstelling 2010).